# Tricot (Oise)
Tricot és un municipi francès, situat al departament de l'Oise i a la regió dels Alts de França. L'any 2007 tenia 1.437 habitants.

## Demografia

### Població
El 2007 la població de fet de Tricot era de 1.437 persones. Hi havia 553 famílies de les quals 140 eren unipersonals (40 homes vivint sols i 100 dones vivint soles), 144 parelles sense fills, 209 parelles amb fills i 60 famílies monoparentals amb fills.
La població ha evolucionat segons el següent gràfic:
Habitants censats

### Habitatges
El 2007 hi havia 621 habitatges, 563 eren l'habitatge principal de la família, 19 eren segones residències i 38 estaven desocupats. 542 eren cases i 72 eren apartaments. Dels 563 habitatges principals, 328 estaven ocupats pels seus propietaris, 228 estaven llogats i ocupats pels llogaters i 8 estaven cedits a títol gratuït; 17 tenien una cambra, 32 en tenien dues, 105 en tenien tres, 188 en tenien quatre i 221 en tenien cinc o més. 400 habitatges disposaven pel capbaix d'una plaça de pàrquing. A 269 habitatges hi havia un automòbil i a 204 n'hi havia dos o més.

### Piràmide de població
La piràmide de població per edats i sexe el 2009 era:
| Homes | Edats   | Dones |
| ----- | ------- | ----- |
| 0     | 95 o +  | 4     |
| 0     | 90 a 94 | 0     |
| 4     | 85 a 89 | 4     |
| 4     | 80 a 84 | 8     |
| 20    | 75 a 79 | 36    |
| 8     | 70 a 74 | 44    |
| 28    | 65 a 69 | 24    |
| 32    | 60 a 64 | 40    |
| 28    | 55 a 59 | 44    |
| 72    | 50 a 54 | 56    |
| 60    | 45 a 49 | 52    |
| 28    | 40 a 44 | 36    |
| 68    | 35 a 39 | 28    |
| 48    | 30 a 34 | 68    |
| 80    | 25 a 29 | 32    |
| 40    | 20 a 24 | 56    |
| 41    | 15 a 19 | 44    |
| 68    | 10 a 14 | 60    |
| 44    | 5 a 9   | 60    |
| 36    | 0 a 4   | 44    |

## Economia
El 2007 la població en edat de treballar era de 921 persones, 649 eren actives i 272 eren inactives. De les 649 persones actives 563 estaven ocupades (308 homes i 255 dones) i 86 estaven aturades (44 homes i 42 dones). De les 272 persones inactives 90 estaven jubilades, 85 estaven estudiant i 97 estaven classificades com a «altres inactius».

### Ingressos
El 2009 a Tricot hi havia 568 unitats fiscals que integraven 1.475,5 persones, la mediana anual d'ingressos fiscals per persona era de 14.578 €.

### Activitats econòmiques
Dels 46 establiments que hi havia el 2007, 1 era d'una empresa extractiva, 2 d'empreses alimentàries, 1 d'una empresa de fabricació de material elèctric, 6 d'empreses de fabricació d'altres productes industrials, 4 d'empreses de construcció, 5 d'empreses de comerç i reparació d'automòbils, 5 d'empreses de transport, 3 d'empreses d'hostatgeria i restauració, 3 d'empreses financeres, 8 d'empreses de serveis, 6 d'entitats de l'administració pública i 2 d'empreses classificades com a «altres activitats de serveis».
Dels 13 establiments de servei als particulars que hi havia el 2009, 1 era una oficina de correu, 1 una oficina bancària, 2 tallers de reparació d'automòbils i de material agrícola, 1 autoescola, 1 guixaire pintor, 2 electricistes, 1 empresa de construcció, 2 perruqueries, 1 restaurant i 1 agència immobiliària.
Els 3 establiments comercials que hi havia el 2009 eren fleques.
L'any 2000 a Tricot hi havia 12 explotacions agrícoles que ocupaven un total de 1.314 hectàrees.

## Equipaments sanitaris i escolars
L'únic equipament sanitari que hi havia el 2009 era una farmàcia.
El 2009 hi havia 1 escola maternal i 1 escola elemental.

## Poblacions més properes
El següent diagrama mostra les poblacions més properes.